# 上海玛雅海滩水上公园

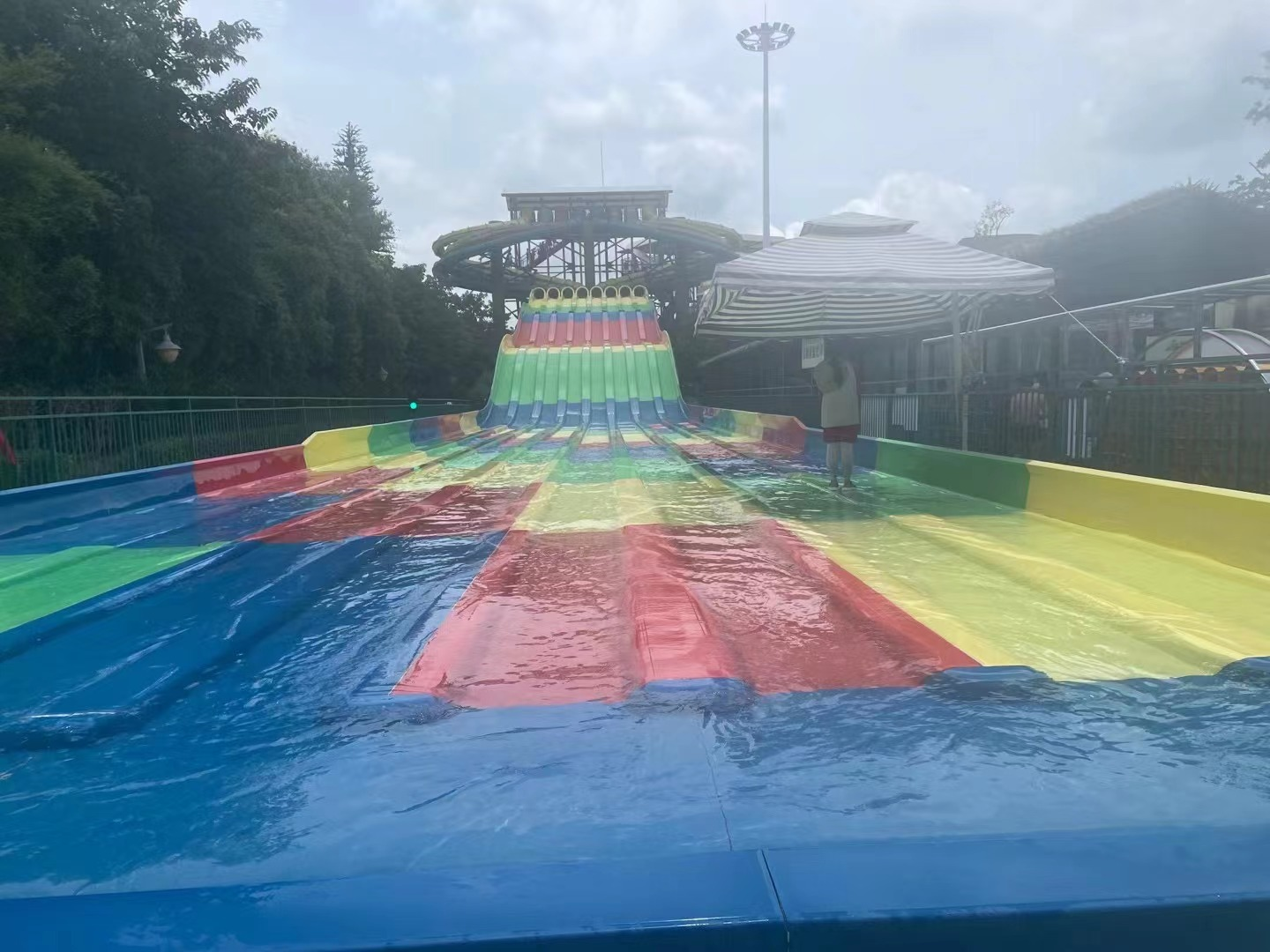
上海玛雅海滩水上公园

上海玛雅海滩水上公园是位于中華人民共和國上海市松江区的一个水上娱乐场所，由华侨城投資修建，于2013年7月5日开始对外营业，公园共有26套采用臭氧消毒的以绿色、生态、环保节能为一体的水处理系统，以及约21000立方米的水体每隔4至6小时循环消毒净化一次，以此解决公园的水质问题。

## 外部鏈接
- 官方网站